# McIntosh County, North Dakota
McIntosh County är ett administrativt område i delstaten North Dakota, USA, med 2 809 invånare. Den administrativa huvudorten (county seat) är Ashley.  

## Geografi
Enligt United States Census Bureau har countyt en total area på 2 577 km². 2 525 km² av den arean är land och 52 km² är vatten. 

### Angränsande countyn
- Logan County - nord
- LaMoure County - nordöst
- Dickey County - öst
- McPherson County, South Dakota - syd
- Campbell County, South Dakota - sydväst
- Emmons County - väst